# Говера, Василий Ярославович
Василий Ярославович Говера (укр. Василь Ярославович Говера; 11 декабря 1972 года, Ивано-Франковск, Украинская ССР, СССР) — католический священник византийского обряда, первый апостольский администратор для католиков византийского обряда Казахстана и Средней Азии с 1 июня 2019 года.
В 1996 году закончил грекокатолическую высшую духовную семинарию в Люблине. Обучался в Люблинском католическом университете. 2 марта 1997 года был рукоположен в священники. С этого же года служил для верующих византийского обряда в Казахстане. Служил настоятелем в храме Покрова Пресвятой Богородицы в Караганде. В ноябре 2002 года был назначен делегатом Конгрегация по делам восточных церквей для католиков византийского обряда, проживающих в Казахстане и Средней Азии. В 2005 году получил звание мирофорного священника.
1 июня 2019 года был назначен римским папой Франциском первым апостольским администратором для католиков византийского обряда в Казахстане и Средней Азии.
Младший брат епископа Иосафата Говеры.